# Nowa Kiszewa-Chrósty
Nowa Kiszewa-Chrósty (też Kiszewskie Chrósty) – osada pogranicza kaszubsko-kociewskiego w Polsce położona w województwie pomorskim, w powiecie kościerskim, w gminie Stara Kiszewa.
W latach 1975–1998 miejscowość administracyjnie należała do województwa gdańskiego.
W 2022 nazwa osady została zmieniona z Chrósty na Nowa Kiszewa-Chrósty.
Wieś stanowi sołectwo gminy Stara Kiszewa.